# 안동 안동권씨 소등재사
안동 안동권씨 소등재사(安東 安東權氏 所等齋舍)는 경상북도 안동시 와룡면 태리에 있는 가옥이다. 1984년 12월 24일 대한민국의 국가민속문화재 제204호로 지정되었다.

## 개요
권곤(1427∼1502)의 묘 아래에 있는 재사로, 일명 추원재라고도 한다. 조선 영조 51년(1775)에 처음 지었고 순조 30년(1830)에 이곳으로 옮겨지었다. 안채의 대들보에 건물의 창건과 이건에 대한 기록이 있어 그 유래를 명확히 알 수 있다. 소등재사라는 집 이름은 이 지역의 지명을 따른 것이다.
'一'자형 안채와 'ㄷ'자형 아래채가 마주하여 튼 'ㅁ'자형을 이루었으며 트인 부분은 담장을 쌓아서 연결하였다. 아래채의 왼쪽 끝에는 '주사'라 불리는 '一'자형 건물이 이어져 있다. 안채의 가운데 6칸은 대청이고 양끝 2칸씩은 온돌방이다. 왼쪽 방은 서재·오른쪽 방은 '동재'라 부르며, 제사 때 나이에 따라 사람을 나누어 사용한다. 안채와 마주보고 있는 아래채에는 대문을 양쪽으로 두곳에 내었고 그 사이에는 고방과 마굿간이 있다. 아래채 오른쪽에 있는 방과 마루는 제수를 장만하거나 준비하는 장소이고 아래채 왼쪽에는 방과 부엌이 있다.
전형적인 영남지방 재사의 형식을 갖춘 건물로, 건물의 창건과 이건의 기록이 명확히 남아있는 매우 드문 예이다. 또한 그 구조와 상태는 처음 지었을 당시의 모습이 잘 남아있어 조선시대 재사건축 연구에 좋은 자료이다.
※ 위 문화재는 일반적으로 관람이 가능하나, 소유주 등의 개인적 사정으로 관람이 제한될 수도 있습니다.

## 참고 자료
- 안동 안동권씨 소등재사 - 국가유산청 국가유산포털